# 溝口駅
溝口駅（みぞぐちえき）は、兵庫県姫路市香寺町溝口にある、西日本旅客鉄道（JR西日本）播但線の駅である。

## 歴史
- 1898年（明治31年）3月28日：播但鉄道の駅として香呂駅 - 福崎駅間に新設[1][2]。旅客・貨物取扱開始[2]。
- 1903年（明治36年）6月1日：播但鉄道が山陽鉄道に営業譲渡。山陽鉄道の駅となる。
- 1906年（明治39年）12月1日：山陽鉄道国有化、国鉄の駅となる[2]。
- 1909年（明治42年）10月12日：線路名称制定、播但線所属となる。
- 1930年（昭和5年）：駅舎改築[1]。
- 1962年（昭和37年）3月1日：貨物取扱廃止[2]。
- 1973年（昭和48年）4月1日：荷物扱い廃止[2]。
- 1987年（昭和62年）4月1日：国鉄分割民営化に伴い、JR西日本の駅となる[2]。
- 2007年（平成19年）7月1日：みどりの窓口開設。
- 2016年（平成28年）3月26日：ICカード「ICOCA」の利用が可能となる。ICカード専用簡易改札機で対応。
- 2017年（平成29年）3月25日：駅前ロータリー完成。同時に駅舎外壁を塗替えリニューアルした。また地域住民に長年親しまれて来た駅名が書かれた木目の駅看板が新しくなった。
- 2021年（令和3年）7月1日：駅業務がJR西日本福知山メンテックからJR西日本交通サービスに再移管。
- 2025年（令和7年）
  - 3月31日：みどりの窓口の営業を終了[3]。
  - 4月1日：終日無人化[3]。

## 駅構造
相対式ホーム2面2線を有する列車交換可能な地上駅。木造駅舎を備える。配線はY字分岐で、発着ホームは方向別で分けられている。駅舎は寺前方面行ホーム側にあり、反対側の姫路方面行ホームへは跨線橋で連絡していたが2016年4月より姫路方面行にも請願改札口が設けられ跨線橋を渡らずとも姫路方面へ連絡が可能となった。
豊岡駅が管理する無人駅。自動券売機、ICカード専用簡易改札機が設置されている。トイレ（男女別）は2番のりばのホーム上に設置されている。

### のりば
| のりば | 路線   | 方向 | 行先             |
| ------ | ------ | ---- | ---------------- |
| 1      | 播但線 | 上り | 姫路方面         |
| 2      | 播但線 | 下り | 寺前・和田山方面 |

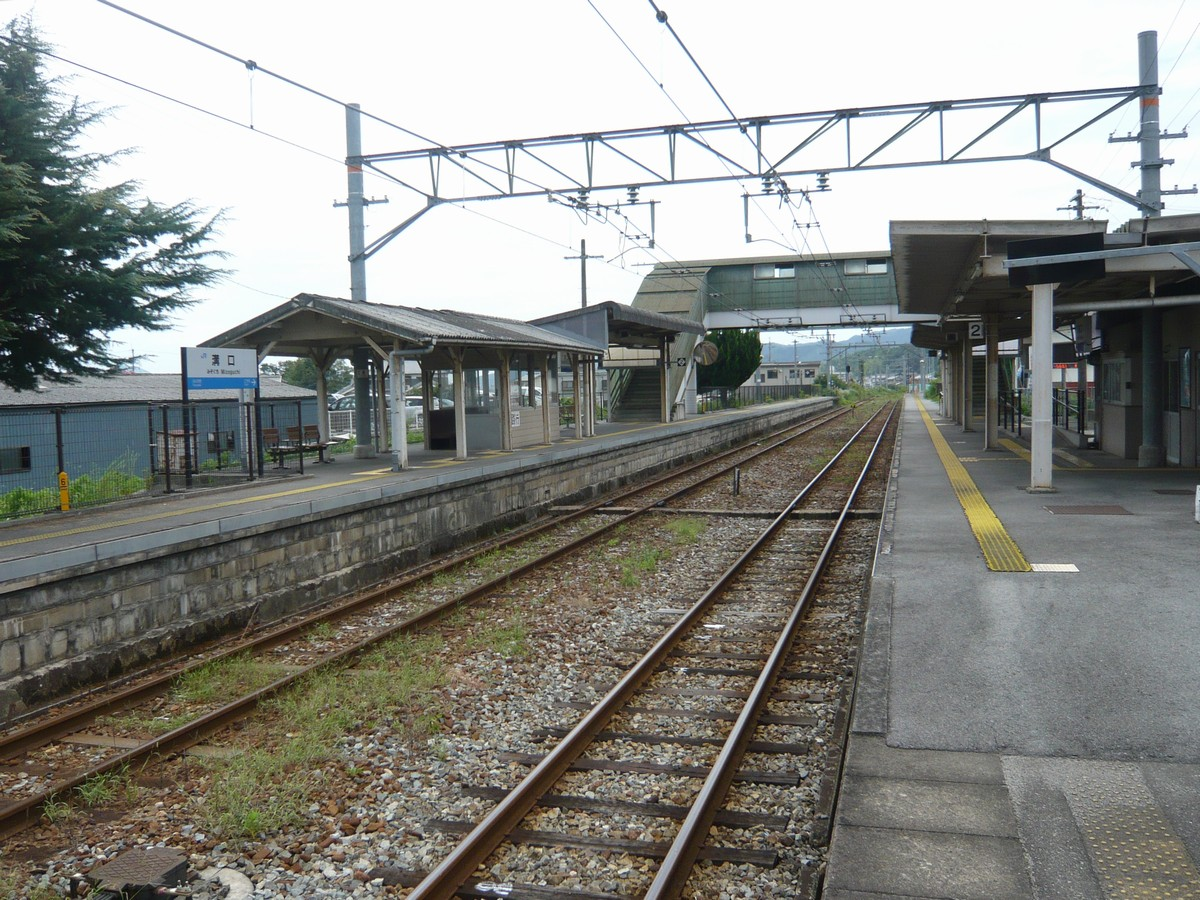
ホーム（2007年8月）
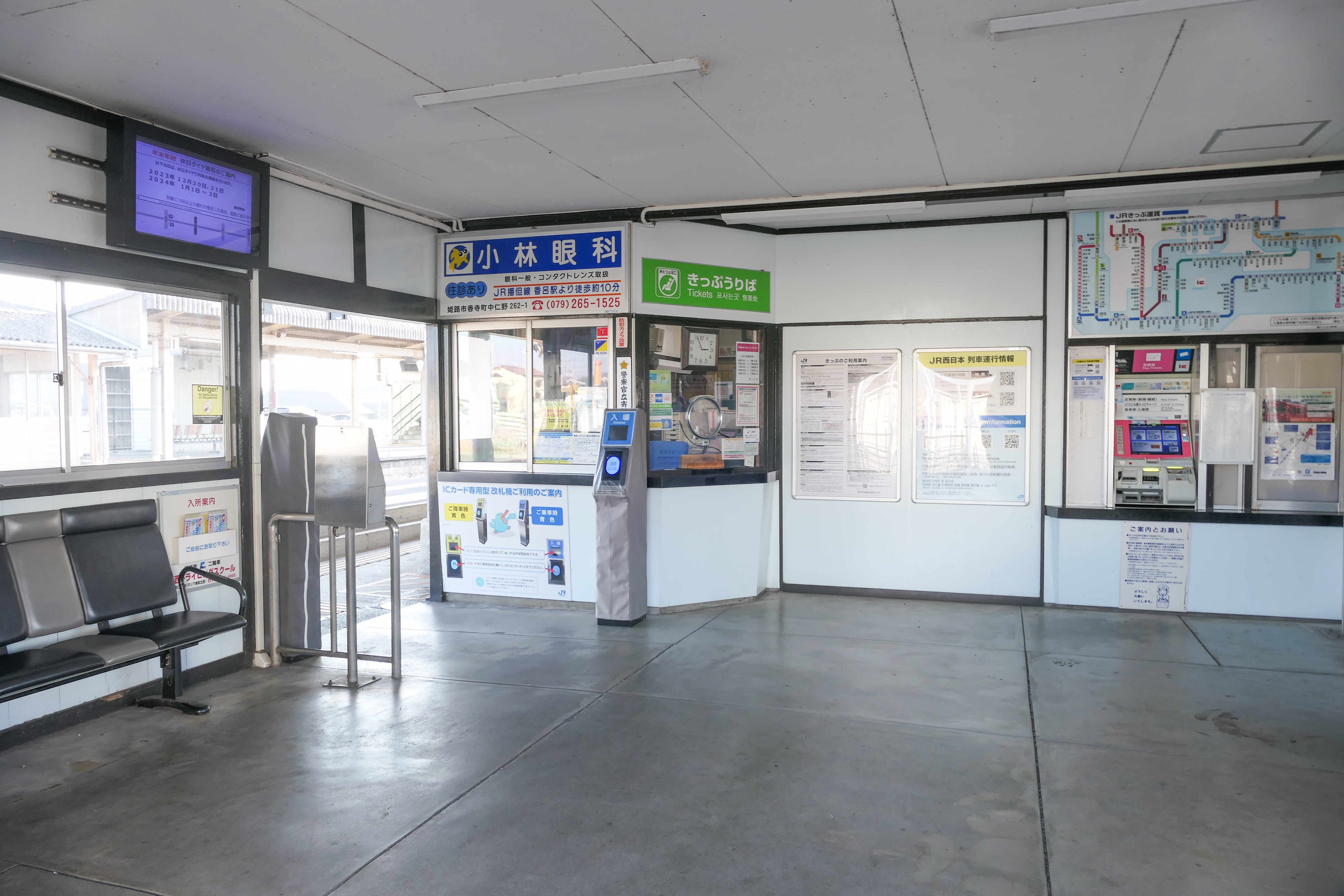
改札口と切符売り場（2023年12月）

## 利用状況
近年の1日平均乗車人員の推移は以下の通り。
| 年度   | 1日平均 乗車人員 |
| ------ | ---------------- |
| 2000年 | 1,688            |
| 2001年 | 1,649            |
| 2002年 | 1,619            |
| 2003年 | 1,603            |
| 2004年 | 1,590            |
| 2005年 | 1,607            |
| 2006年 | 1,650            |
| 2007年 | 1,609            |
| 2008年 | 1,584            |
| 2009年 | 1,506            |
| 2010年 | 1,549            |
| 2011年 | 1,578            |
| 2012年 | 1,589            |
| 2013年 | 1,743            |
| 2014年 | 1,641            |
| 2015年 | 1,713            |
| 2016年 | 1,742            |
| 2019年 | 1,748            |
| 2020年 | 1,402            |
| 2021年 | 1,505            |

## 駅周辺
駅の周辺は民家が多く、駅北側には「溝口ホームタウン」と言う住宅街がある。国道312号は駅東側を通っており、その東側を市川が流れる。駅西側には姫路市立中寺小学校や姫路市立香寺総合公園スポーツセンターがあるが、共に駅からやや離れた所にある。
- デービー精工 本社・香寺工場
- 無量寺
- 西念寺
- 円覚寺
- 片山古墳
- 溝口廃寺跡（聖徳太子大塔跡）
- 兵庫県立香寺高等学校
- 国道312号
- 兵庫県道410号中寺北条線
- 市川
- 恒屋川

当駅周辺は2006年に開催されたのじぎく兵庫国体に向けた道路開発と共に駅周辺開発が急ピッチで進んだ。駅前には公園が造成され、駅南側には兵庫県道410号線の新道が作られた。

### バス路線
駅前ロータリーに「JR溝口駅前」停留所があり、「ふくひめ号」（福崎町・姫路市連携コミュニティバス）の路線（福崎町方面）が発着する。
注記
- 平日のみ運行。但し、秋祭り開催日と年末年始（12月31日 - 翌年1月3日）は全便運休[5]。

## 隣の駅
西日本旅客鉄道（JR西日本）
 播但線
香呂駅 - 溝口駅 - 福崎駅